# チャンスの時間
『チャンスの時間』（チャンスのじかん）は、2018年4月18日よりAbemaTVのABEMA SPECIALチャンネル（旧AbemaSPECIALチャンネル）で配信されているバラエティ番組。

## 概要

### 内容
千鳥をMCに迎え、様々な企画を行うバラエティ番組。
番組開始当初は身近にあふれたさまざまな疑問を取り上げて「対決」という形で検証し、誰が勝つのか、どこが強いのか、という真実を明らかにしていくクイズバラエティ番組であった。
2019年4月までは視聴者参加型クイズ番組の側面を持ち、サイバーエージェントが運営する予想投票サービス「SUPERCHOICE（スーパーチョイス）」との連動で、視聴者が「対決」の結果を予想して投票できる企画も同時展開していた。番組開始時にはSUPERCHOICEサービスの位置づけがあいまいになっており、予想はできるものの「何かいいものが当たるかもしれません」と的中した場合の還元をぼかし、ツッコミの対象となっていた。第3回以降は「豪華視聴者プレゼント」と称し、アマゾンギフト券が配当。その後SUPERCHOICEの配当方式変更により“特定ポイント獲得による特番観覧権の贈呈”という再び曖昧なものになった。2019年4月17日15時をもってSUPERCHOICEがサービス休止。24日配信分、第46回で報告がなされ、視聴者はツイッターで予想してくださいというシンプルなものになった。
（クイズ番組として）回答者が視聴者を除くとゲストが1人だけである、スタジオのサイズが第5回以降はコンビニ以下（あくまで千鳥による表現）になるなど、予算と規模が小さいことを自虐的に売りにしており、クイズも「シングルベッド早ゆらし対決」、「地域別ヤンキー我慢比べ対決」、「グラビアアイドルによるズボン早脱がし対決」、「最強ホスト決定戦3番勝負」など作家にヤンキーがいるんじゃないか、AV監督がいるんじゃないか、ソープ嬢がいるなど、バカバカしいとも思える出題センスのクセをたびたびMCの千鳥から指摘されていた。2019年に入ると「お笑いコンビを金髪にすると絆が深まるか、深まらないか」というクイズともいえない2択も行われていた。
2018年10月からは番組最後に人材募集のコーナーが設けられ、クイズの問題作成にかかわる募集のほか、大悟によるフリップ大喜利のようなボケとしての募集も行われていた。
2020年までは企画を無理やりにでも2択問題などにしていたが、以降は設問もなくなり、クイズ番組要素はなくなっている（ただし1番を決める企画は継続して多い）。2020年7月8日には原点回帰も兼ね、大悟にまつわるクイズだけを出す『大悟vs伊沢拓司・クイズの時間』を企画した。出演する芸人はブレイク手前の若手や中堅が中心で「（若手が）チャンス（を掴むため）の時間」といった感じになっており、売れっ子になると「卒業」となって番組には呼ばれなくなる。2022年9月、番組ドッキリ企画も兼ね、アシスタントMC・西澤の週刊ヤングジャンプの表紙＆グラビア撮影を行った（断ることも可能だったが即答で「やります」と答えている）。この回はグラビア好きということで初めて男性回答ゲストとして呂布カルマが出演した。
2021年4月7日配信分よりエンディング曲としてPKCZ®『GLAMOROUS』を採用。
千鳥の2人は企画内容には関わっておらず、大悟は「全任せ」であると述べている。2025年2月で配信300回を迎えた。

### 配信時間
配信開始時は毎週水曜0:00 - 1:00（火曜深夜）。2019年8月7日から毎週水曜23:00 - 24:00に時間枠を引っ越し。
また地上波（テレビ朝日）でも単発ではあるが、2019年9月27日24:50-25:20の「アベマの時間」枠にて「千鳥MCチャンスの時間 ドッキリだらけの地上波SP版」として放送。
2020年9月20日に初の生配信による特別番組『チャンスの時間 ABEMA 4周年＆千鳥40歳 4時間生放送で愛の4倍返しスペシャル！』を配信する。
2021年9月12日より日曜23時からに枠移動する。
2021年12月26日に『チャンスの時間 年末90分SP』を23時から24時30分まで配信。
2022年11月27日、『チャンスの時間~こっちだって絶対に負けられない!2時間スペシャル!』を23時から翌1時まで配信。
2023年12月24日、『チャンスの時間 年末 欲望大爆発 2時間SP』を22時から0時まで配信。

### コラボ番組
2021年7月10日、同じくノブがMCを務めるテレビ朝日『ノブナカなんなん?』とのコラボ番組『ノブナカなんなん×チャンスの時間SP！放送ギリ芸能人のチョメ生活に大ツッコミ祭！』をノブナカ本放送後の10時55分より57分番組としてABEMAで配信。ノブナカなんなん?ベースの番組構成で木下隆行、大島麻衣の密着ドキュメントを送る。返礼企画として14日配信の『チャンスの時間』に弘中綾香が出演した。

## 出演者

### MC
- 千鳥（大悟・ノブ）

### 進行
- 西澤由夏（ABEMAアナウンサー）[17]

### 回答者ゲスト
主に10代後期から30代前期までの芸人以外の若手女性芸能人1名が出演しているが、30代後期または40代の中堅女性芸能人も出演する事がある。

### 主要ゲスト
クイズ番組時代は多くはクイズの選択肢として出演し、企画に挑戦した。後述の番組企画も参照。
- きしたかの[18] - 担当企画の多くで「きしたかの、イッテQへの道」と二つ名が冠される[19]。
- 宮下草薙[20]
- 瀧山あかね - 西澤の座を狙う対戦相手の形で多くは藤田かんなとともに出演[21]。
- 木下隆行（TKO）
- 川原ひろし
- 東京ホテイソン
- 三四郎
- 幸村未鈴 - 婚活ハウス企画
- R(フェッティーズ)
- 小倉ゆうか - 「大悟が小倉優香を本気で口説くSP」に回答者ゲストとして出演[22]。以降も大悟のお気に入りとして様々な企画に出演する[23]。
- ダイアン
- 大自然
- ティン・リー[24] - ちょうどいいタイキックオーディション優勝者（罰ゲームの執行役）
- 天津いちは
- 大島麻衣
- ルシファー吉岡
- 野呂佳代
- ランジャタイ
- 手島優
- アルコ&ピース
- トム・ブラウン
- かもめんたる
- 西野未姫
- ななまがり
- マヂカルラブリー
- ザ・マミィ
- 錦鯉
- 東坂みゆ[25]
- さらば青春の光
- 若林亜希
- スピードワゴン
- 紺野ぶるま
- ラランド - 2020年9月16日配信（第108回）分ではMCを担当。下ネタが多すぎるという理由で千鳥がゲスト扱いとなった[26]。
- 鬼越トマホーク
- 山添寛（相席スタート）
- ザ・ギース
- 木下彩音[27]
- 永野
- 渡部建（アンジャッシュ）

## 主な企画
ヤンキー対決
初期の企画。関東圏のヤンキーグループを対象に、抗争相手との対決をクイズにする。対決内容はバラエティー番組にありがちな“大声”、“鼻歌イントロクイズ”、“三輪車レース”、“我慢対決”など。2021年3月31日配信分では番組4周年を記念し、当時のヤンキー出演者の現在を取材した。
シングルベッド早揺らし対決
初期の企画。シングルベッドに万歩計を取り付け揺らすことのできた回数をクイズにする。エロ系の職業、アクション系のゲスト、童貞芸人などが参加。
2022年10月配信の『エロ謎解き救出ゲーム〜迷宮ホテルから西澤アナを救え』企画で久々に復活した。
ちょうどいい○○オーディション
番組罰ゲームを決める企画。初期は「ちょうどいいタイキックオーディション」。優勝者であるティン・リーの帰国以降は、プロレス技などジャンルを決めずに開催。優勝者は一定期間最下位などへの罰ゲーム役として出演する。罰ゲームをかけられる芸人の「実際の痛さとリアクションの取りやすさ」点と大悟の「絵的な面白さ」点の合計点で争われる。
ノブmeets素人 大悟笑わせ漫才対決!
ノブと各ジャンルの「素人さん」が即興で漫才を披露し、面白さを競う。審査員は大悟。
4時間特番では「ノブ meets ヤバイ芸能人 初めての漫才グランプリスペシャル」として実施。
オープニング長回し選手権
あまりロケをしたことのない若手芸人がロケのオープニングという設定の元、話題がない中どれだけ長回しできるかを競う。企画がバレないよう、食レポなど様々な設定下で行われる。評価の高い芸人は勝敗にかかわらず「わらしべ長者」、「あなたのキス見せてください」などのロケクイズ企画に抜擢される。
2024年11月10日からは同様の趣旨の大食い長回し選手権を開始。
切ない話グランプリ
切ない話で誰が一番早く泣き上戸の大悟を泣かすことができるかを競う。
VS 泣き子役
泣くのがうまい子役を前に、お笑い芸人が3分のネタを披露。心を折らずに完遂できるかをクイズにする。第1回時点では“ネタを見ても泣けるかどうか”というクイズであったが、子役のレベルの高さから“笑わすことができるか”という設問に変更されている。
大悟の人間性検証ドッキリ
初期は通常のドッキリ企画であったが、2018年12月から回答者ゲストが本番前、本番後に大悟のいる喫煙室を訪れ、大悟を引き留めた時間を当てるクイズ（タバコの本数で設問）にシフトチェンジ。加えて大悟から名言を引き出すことがテーマとなっていた。回を追うごとに汎用な会話も胸を打つ言葉のように演出し、大悟がツッコむことが増えるなど初期とは大幅に趣旨が変容しているもののコーナー名は「ドッキリ」のままである。2021年以降は喫煙室ではなく、屋外に灰皿を設けて撮影している。
50音モノマネ選手権
2018年10月開始。モノマネ芸人4人が集い、ノブが50音の中から選んだ文字から始まるモノマネを披露。制限時間1分以内でいくつモノマネを披露できるかを競う。
大人のDIY
2019年4月26日配信開始。不倫できないけど欲求がたまるノブのために、日用品を改良して快感を生み出す大人のおもちゃを制作し合う。10月2日に第2弾を配信。毎回AV男優・しみけんとかもめんたる・う大が対決。
バラドル全面戦争! 事務所対抗女だらけの相撲対決
芸能事務所の威信をかけ事務所単位で選抜されたバラエティアイドル3名が相撲で対決する、という大義名分のもとバラエティアイドルがエピソードトークを行うコーナー。2019年9月11日配信の第1弾はツインプラネットVSティファナ。
千鳥とコントがしたい！
2019年8月21日配信開始。さまざまな若手コント師と千鳥（おもに大悟）が即興でユニットコントをする企画。コント師の持ちネタ設定に千鳥が加わるフォーマットであるが、「お前らに本当のコントっていうのを教えてやる」と大悟が志村けんイズムを注入しベタなオチに変えるのが定番。
しまくり先生
2019年9月4日配信開始。アルコ＆ピースの平子祐希が夫婦愛、夫婦のセックス論を語るコーナー。コーナータイトルはしくじり先生のパロディ。西野未姫による生理の授業『したたり先生』、大悟によるたばこ愛授業・『吸いまくり先生』など派生企画（番組内では先生シリーズと呼称）も行われる。2020年10月28日にはヒコロヒーが講師となり女芸人の立ち位置を講義する『雑にイジられまくり先生』を配信。2021年4月7日、大島麻衣を講師にする『芸能人と付き合いまくり先生』を配信。
ノブ誘惑ダンスコンテスト
2020年1月30日配信開始。愛妻家芸人であるノブをダンスで誘惑するグランプリ。ノブがにやつくと強制終了する。
現代社会を愛のチカラで癒せ! 愛王決定戦
2020年2月26日配信開始。愛が枯渇した現代社会で生きる人々の悩みを聞き、「愛のチカラ」を備えた回答者らがアドバイスで解消する企画。回答者ゲストの悩みに対し、大悟を含む4人のお笑い芸人が慈悲の言葉で指導を行う。回答の愛の深さによりノブがポイントを入れ、愛王の座を競う。時間の経過とともに下ネタ大喜利へと脱線するのがお決まり。4時間特番でも実施。
スピンオフ企画として2020年12月からは次世代愛王育成企画として平子祐希を塾長とする「愛王塾」、「愛王道」を開始。
2022年1月9日に久々の本編シリーズとなる第7回愛王決定戦を配信した。
錦鯉・長谷川の歯のないグルメ
奥歯が5本ない長谷川雅紀によるグルメレポートコーナー。「第6回オープニング長回し選手権」で錦鯉が優勝したご褒美コーナーとして2020年4月22日スタート。当初のコーナー名は「錦鯉・長谷川の奥歯がない人といくならこんな店」。長谷川の独特の感性、奥歯がないため、飲み込みやすいかどうかで判断する基準などがうけコーナー化。アシスタントとして瀧山あかねが起用されている。野菜、洋食を中心にあまりに食べたことがないものが多いため、初めて食べる料理で行う番外編も配信された。
次世代本音シンガーオーディション→女性の本音を歌で伝えるグランプリ
2020年7月3日配信開始。タレントの若林亜希が苦し紛れに披露した下ネタ曲から生まれた、男性が知らない女性の本音を替え歌に乗せて熱唱するコーナー
第1回から野呂佳代が連続優勝しており、女王、絶対王者と称される。4時間特番でも実施。過去の優勝者は野呂佳代が4度、大島麻衣が3度、華原朋美が1度、若林亜希が1度。
本気エロ漫画王選手権
2020年6月3日配信開始。お笑い芸人にエッチな漫画を描いてもらい、一番ヌける漫画作品を決定する。リモート企画として立案され、審査員は大悟が務める。ページ数など漫画の形式は問われない（紙芝居形式も可）。セリフ読みは執筆者が担当。大悟のアドリブとして漫画の女性登場人物へのインタビューがあり、執筆者はアドリブで返さなければならない。インタビューの際のカットは描き下ろしで、口が動くようにスタッフ側でアニメーション処理がされる。
第1回は清人（バッドボーイズ）、ネゴシックス、岩崎う大（かもめんたる）、にしもと（ジェラードン）が出場。
第2回は福島善成（ガリットチュウ）、鰻和弘（銀シャリ）、ネゴシックス、山崎愛子（ねこ屋敷）が出演。
第1回、第2回ともに、ネゴシックスが優勝している。
7月15日からジェラードンにしもとが雑誌掲載を目指す『ジェラードンにしもとのエロまんが道』がスタート。第1週は三和出版。第2週は漫画家・音井れこ丸に師事をする。
2021年2月17日には「千鳥の人気を高めるため」千鳥を主人公にしたBL漫画を描いてもらう『千鳥BL漫画選手権!』を開催。エントリー作家は杵渕はな（はなしょー）、小島みゆ、センス爆発女、山崎愛子（ねこ屋敷）。解説役にエミリン。エロ漫画選手権とは異なりアニメーション処理はされない。優勝はセンス爆発女。
2021年4月21日、『第2回千鳥BL漫画選手権!』を開催。エントリー作家はこっちゃん選手（ニッキューナナ）、大貫さん（夫婦のじかん）、根本凪（でんぱ組.inc/虹のコンキスタドール）、杵渕はな（はなしょー）。解説役に小池美由。2021年6月23日には、杵渕はなの街歩き散歩企画「みんなを癒せ はなさんぽ」が企画された。
クイズの時間
2020年7月8日開始。千鳥がTBSでクイズ番組をスタートしたことから、ボケ回答をしない大悟が見たいと企画されたクイズ番組企画。出題ジャンルは「とんぼ」「ノブ」「101回目のプロポーズ」「タッチ」「タバコ」「女」「刺身」「名言」（第二回から「一色紗英」「お酒」「ボートレース」などが追加）という大悟が好きなジャンル、まつわるジャンルに限定される。第1回は大悟vs伊沢拓司。第2回は大悟vs竹俣紅。第3回はvsクイズ作家・矢野了平率いる矢野了平軍団（大澤悠平、小堀裕也）。第4回はvs日髙大介＆矢野了平。第5回はvs鶴崎修功（QuizKnock）。
2023年5月14日は千鳥の2人が食いつくであろうクイズを出題する『千鳥食いつきクイズ』を開催。
悩める女性芸能人を救え! 大悟タレントスクール
2020年8月26日開始。芸人以外の女性タレントが抱える悩みを大悟が解消し、芸能界で通用する芸能人になれるよう指南する。
千鳥の知らない世界
2020年9月2日開始。芸人やタレントがホストとなり、千鳥の知らない業界の話をクイズ形式で紹介する。千鳥は回答者。第1回は紺野ぶるまが「地雷女の世界」を紹介。鬼越トマホークが「客観的に見たお笑い芸人の世界」を紹介。2021年3月3日配信回では大島麻衣が「女性タレントとの付き合い方」をレクチャーした。
このカマシいけますか？選手権！
2020年9月20日初開催。今後賞レースの決勝に残りそうな実力派芸人が賞レース本番中でのかましをシミュレーションする企画。キングオブコント前に初開催。以降M-1など賞レース決勝前に行われている。
相方の喜怒哀楽引き出しチャレンジ
2020年11月開始。制限時間60分間で相方の喜怒哀楽すべての感情を引き出すことができるか検証する企画。トーク術やドッキリなど仕掛けは時間内であれば何でもよい。
ノブの好感度を下げておこう!
2021年1月20日開始。好感度が上がり続けるノブのためにスキャンダルが起きる前に好感度を下げる企画。ノブの楽屋挨拶に来た芸能人に対しスタジオにいる大悟が遠隔で失礼な行動を指示する。2021年12月12日には総集編として1時間の番組すべての時間を使い配信された。2021年12月の特別番組ではTKO木下の好感度を上げる楽屋挨拶を指南する逆転企画「芸能人好感度爆上げ塾」を行った。
2023年3月からはアンジャッシュ渡部が芸人以外の女性タレントの楽屋を訪問する「芸能人好感度爆上げ塾！」に挑戦。
爆発（バーニング）ツッコミNo.1決定戦
2021年2月10日開始。2020年のトレンドであった大声、叫びでのツッコミを爆発（バーニング）ツッコミとくくり、ワードの強さや長さなど様々な角度からナンバーワンを決めるコーナー。大阪からの刺客としてダイアンがトリを務める。
楽屋挨拶王決定戦
2021年5月19日開始。若手芸人が大物芸能人への楽屋挨拶をシミュレーション。その上手さを競う。想定芸能人は抽選で決まり、ノブが失敗とみなした時点で終了。また、状況に応じて「〇〇を聞く」などミッションが追加される。
スモーキンシアター
2021年6月16日開始。吸いまくり先生からのスピンオフ企画。喫煙者の芸人が憧れのタバコを吸うシチュエーションをドラマ化。理想のシチュエーションをカッコよさという基準で競う。
クズかわいい笑点
2021年7月14日開始。クズだけど憎めない回答で行う大喜利コーナー。ゲスト枠の人物が“クズ”か“クズかわいい”の二択でジャッジし、より多く“クズかわいい”ポイントを獲得した芸人が優勝となる。
怪談ブレイクチャレンジ
2021年8月18日開始。不思議な怪談は笑い話と紙一重。ガヤによるツッコミが入れば怪談が苦手な人でも楽しめるはずと、怪談師を招き、もっとも怖さを打ち消す芸人を決める、もしくは検証する企画。第1回でダイアン津田キング・オブ・怪談ブレイカーの称号が贈られた。2022年8月14日に第2回を開催。ダイアン津田の怪談ブレイカーぶりを称えるとともに、再検証する企画となった。第2回では怪談だけでなく、心霊写真、心霊ビデオも取り上げる。2024年9月8日、第4回を開催。
慰問ネタグランプリ
刑務所慰問を想定したネタで競う大会。慰問先では使用してはいけない設定や用語がある制限がある中、一番笑いをとる芸人を決める。審査は実際に刑務所慰問したことのあるドランクドラゴンとまったくしたことがない大悟が務める（第3回以降は慰問経験のある人力舎所属芸人が務める）。2021年7月28日に第1回。2021年10月3日に第2回が行われた。下ネタが受けやすいという傾向から、回を経るごとにエロネタ傾向が高まっており、ネタを披露するのは慰問機会のない吉本所属芸人となっている。
男だらけのあるある選手権!
2021年9月1日初開催。キラキラしたリア充あるあるでブレイクした土佐兄弟に続く芸人を生み出すため、男にしか刺さらないあるあるでバズりを目指す選手権。2021年11月7日には女子禁制の文言が追加され第2回を開催した。2022年3月20日配信分で優勝したオズワルド伊藤俊介は「負の遺産」と述べている。
鼻くそ食べちゃうモノマネ選手権
2021年11月28日初開催。近年のものまね番組は似ていることに特化し、感動や感心させることがメインとなっていることを憂い、モノマネの上手さではなく笑いも兼ね備えた芸を披露する選手権。レジェンドに敬意を払うため、楽曲中にコロッケの得意とした「鼻くそ食べちゃうモノマネ」を入れることが必須となっている。審査員は千鳥と回答者ゲストが務め、各10点の30点満点で採点。ラパルフェ都留は元ネタ未見であったが「今回出るとなって拝見し、『これは風化させちゃいけない！』と奮い立ちました」と述べている。
パチフェッショナル〜仕事の遊戯〜
2022年3月6日初開催。3月いっぱいでレギュラー放送が終了するNHK『プロフェッショナル 仕事の流儀』のリニューアル案を勝手に提案するという前提のもと、パチンコに人生をかけるプロフェッショナル＝パチフェッショナルの密着ドキュメントを送る。密着最後にスタッフから「パチフェッショナルとは?」と尋ねられるのがお決まりとなっている。同年12月配信分では藤田ニコルがパチンコ好きをカミングアウトしたことでも話題となった。
2022年5月8日配信回では収録中に19連チャンを達成した椿鬼奴が、大会実施を提案した。同年7月17日に『大パチンコ大会』実施。
2023年7月23日にはボートレース版である『フナフェッショナル ボートの遊技』を配信。2024年6月9日からは競輪版である『チャリフェッショナル～自転車の流儀～』が開始された。
くすぶり娘with東京のお父ちゃん
2022年3月13日初開催。ナンバーワン東京のお父ちゃん芸人を決めるため、グループアイドルやグラビアアイドルなど悩めるくすぶり娘たちが、我こそは東京のお父ちゃんだと豪語する芸人たちに悩みを打ち明け、相談する様子をカメラに収めて1位を決める。芸人はカメラを意識しつつ、くすぶり娘の胸を打つ名言で答えなければいけない。答えを受けたくすぶり娘はその後歌を熱唱。お父ちゃんたちの対応っぷりはスピードワゴン小沢、ノブ、回答者ゲストの3人が採点し1位する。
コンビの愛を取り戻せ！相方嫉妬NTR
2022年4月初開催。ギクシャクしている、もしくはマンネリ化していると噂されるコンビに対し偽番組を仕込み、コンビのツッコミ役より先にツッコむことにより嫉妬心をあおり、コンビ愛を確かめるコーナー。仕掛け人はツッコミ能力が過小評価されているという東京ホテイソン・たける。3時のヒロイン福田が選ばれている。
令和の喜劇王決定戦
2022年6月12日初開催。近年は伏線を張って回収するコントなどテクニカルな笑いが主流となっていることを危惧し、子供でも分かりやすい笑いのできる喜劇王を決めるコンテスト。高田純次、志村けんなどが得意としたシチュエーションを基にキャラクターを考え、演じていく。
スピンオフとして2023年5月14日には酔っ払い演技のままクイズに答えていく『『酔っ払いアクタークイズ王決定戦』を開催。MC（スペシャルプレゼンター）はTKO木下。
シン・野田ちゃん選手権
2021年3月10日の「R-1出られなくなった人-1グランプリ」のネタである野田ちゃんの「〇〇っすわ」のフォーマットだけはいいということで、「強がりながら自虐を言い、意味のない屈伸、衣装は白スーツ」のフォーマットを使用し、他芸人がネタを行う「シン・野田ちゃん選手権」を2022年7月31日に初開催（審査員は野田ちゃん、ハリウッドザコシショウ）。野田ちゃんより面白かった出場者にはネタを贈呈することになっており、極端に低い得点を付ける野田ちゃんの発言やリアクションも見どころ。
ブレイキングヤンチャオーディション
2022年7月3日初開催。真面目な芸人がもてはやされる今だからこそ、形に捉われないブッ飛び＆尖り芸人をガチンコで探す「お笑いかましあいバトル」。8人前後の芸人が入場し、審査員からの質疑やお題に最高の回答をぶつけ合う。第1回は格闘技大会「BreakingDown」のパロディである面が強く、元ネタのあるキャラクターに扮していたが、第2回でインパルス・板倉俊之が当人に言及されひよったため、第2回以降はモノマネ的な色味は薄くなっている。
クソワークショップでブチギレ選手権
2022年8月7日初開催。芸能界に蔓延る闇“悪徳ワークショップ”被害者をこれ以上、出さぬよう、ルシファー吉岡演ずるおかしな変態ワークショップ講師に対して、いかに的確にブチ切れられるかを競う。2022年11月6日に第2回が開催。参加者はグラビアアイドルの神部美咲、河村唯、若手女優の竹崎綾華など。第3回以降は「最高のブチギレ選手権」として、対象をオーディション全般に広げられている。
ほんとにあったグラビア怖い話
西澤由夏がヤングジャンプの表紙を飾ることとなったことから、グラビア撮影経験者がためになるになる経験談を再現ドラマで紹介する。2022年9月14日に初開催。再現ドラマは怪談調で制作される。
いい話をした後に全力で変な顔をする晩餐会
2022年10月23日初開催。話術と顔芸全く違う2つの技を組み合わせたハイブリッドな芸を切り拓くコーナー。
ダウ90000を助けたい!
8人組コントユニットのダウ90000が、世間から“とっつきづらい”と思われることがないよう、大悟が番組準レギュラー陣を投入するなどし、コテコテにプロデュースする。ただしノブは「めちゃくちゃ余計なお世話」「最低です」と述べ、ダウ90000蓮見はプロデュース案に乗りながらも、「（番組が好きだからこそ）出たくなかった」「純度100パーセントお笑いは向いてない」と拒絶する。かつての「千鳥とコントがしたい!」を踏襲したコントアレンジコーナー。
ライター・てれびのスキマは、「蓮見の返しがそのまま自分たちのスタンスの自己解説になっているのが秀逸」と論評している。
きらり高級時計と途中下車の旅
高級時計を持つ芸能人がさりげなく腕に着けた高級時計と共にぶらり旅を行う。2023年7月9日の第1回はタイムマシーン3号・山本浩司。同年8月13日の第2回はアルコ＆ピース平子。
年下なのに永野を笑わせたら100万円 年下お笑い大賞
『行列のできるブチ切れ相談所』企画で「年下には絶対に笑わない」と永野が発言したことから誕生したコーナー。永野いわく年下の世界観はすべて自分の通ってきた道とし、感心することはあっても笑わないという。永野が自腹で賞金を用意し、永野より年下の芸人が漫才、コント、歌など芸の種類は不問で笑わせにかかる。2024年1月21日開始。笑ったかどうかなど、審査はあくまでも永野が務める。4月14日には第2回を開催。白桃ピーチよぴぴが事実上のレギュラーとなっており、永野は「心に沁みた」と述べた。同年10月27日に第3回開催。
目指せ！世界のキタノ 凶悪演技シアター
ビートたけしの継承者を探すべく、芸人が監督・脚本・主演を務め、ショートムービー形式で凶悪演技を披露する企画。
私が一番カワイイオーディション
アイドルが乱立する時代に、謙虚ではなく「私が一番カワイイ」と言える強いハートを持ったアイドルを発掘するべく行われるオーディション。ライブアイドル、グラビアアイドルなどのジャンルは問わず、顔、キャラクター性などから「一番カワイイ」を決定する。大悟、AMEMIYAがレギュラー審査員。
2024年10月13日に第1回開催。大野まりか(アイオケ)、中川心(あまいものつめあわせ)、永瀬ひな、蒼猫いな、池田ゆうな、椚マイカ、鈴木聖、美輪咲月、板野成美(RoLuANGEL)が参加。2024年12月8日に第2回を開催。ちとせよしの(あまいものつめあわせ)、成瀬翠(Aerolipop)、犬嶋英沙、文月さあや、水野舞菜、沖玲萌(フジコーズ)、片原恵麻、小此木流花(JamsCollection)が出演。
2025年4月20配信分では第3回を開催。大野まりか(アイオケ)、池田ゆうな、成瀬翠(Aerolipop)、戸田梨杏(AND CaaaLL)、姫澤めぐ、藤原ちの、藤ゆりな(HUNNY BEE)、葵成美、藤渡小百合、那月愛(MELLOW)、日向端ひな(高嶺のなでしこ)が出演した。

## スタッフ
- 実況、ナレーション - 宮園拓夢（2019年6月12日 - ）
- アートワーク - 金子大悟
- 音響効果 - 小田切暁（NAP）
- 美術協力 - テレビ朝日クリエイト、ジーケンアート
- 技術協力 - 共同テレビジョン
- 構成 - 大井洋一、清山智之、今井太郎、福田卓也、関野樹
- AD - 武井広輝、勝谷凛夢、玉城壱星
- AP - 田辺夏子
- 制作 - 浜崎元希、原朋也（ABEMA、2020年 - ）
- ディレクター - 馬庭広明、安部聖之、中村優一郎、柚木雅博、甲斐絢子、鞠子千晶、牧野玖美
- プロデューサー - 美濃部遥香（シオプロ）
- ゼネラルプロデューサー - 宮本博行（ABEMA）
- 総合演出 - 斉藤崇（シオプロ）
- 制作協力 - シオプロ
- 制作著作 - ABEMA（2020年春まではAbemaTV表記）

### 過去のスタッフ
- 実況、ナレーション - 大澤幹朗（2018年4月 - 2019年5月29日）
- AD - 加藤桃子
- ディレクター - 双津大地郎、廣田彰大、橋本詳吾